# بوب ألين (سياسي)
بوب ألين (بالإنجليزية: Bob Allen)‏ هو سياسي أمريكي، ولد في 14 أكتوبر 1945 في بوتسفيل في الولايات المتحدة. حزبياً، نشط في الحزب الجمهوري. وقد انتخب عضو مجلس نواب بنسيلفانيا.